# Plecotus sardus
El murciélago orejudo sardo (Plecotus sardus) es una especie de murciélago de la familia Vespertilionidae.

## Distribución geográfica
Es  endémica de Cerdeña (Italia).